# Separacja częstotliwościowa
Separacja częstotliwościowa (ang. frequency separation) – inaczej podział częstotliwości, technika obróbki zdjęć cyfrowych polegająca na podziale obrazu na dwie warstwy. Jedna z nich zawiera obraz o wysokiej, a druga o niskiej częstotliwości. Technikę tę stosuje się głównie przy obróbce zdjęć portretowych.
Podział zdjęcia na dwie warstwy, różniące się częstotliwością, wykonuje się poprzez skopiowanie oryginalnego obrazu, a następnie pozbawieniu kopii szczegółów. Kolejnym krokiem jest odjęcie warstwy pozbawionej szczegółów od oryginalnej. W ten sposób powstaną dwie warstwy – jedna zawierająca wyłącznie szczegóły obrazu, a druga z informacjami o tonach i kolorach. Podział taki umożliwia usunięcie przebarwień i niedoskonałości bez utraty faktury skóry. Jest tak dzięki temu, że podczas obróbki operujemy wyłącznie na warstwie kolorów, a warstwa szczegółów pozostaje niezmieniona. Po zakończeniu retuszu należy ponownie dodać do siebie obie warstwy. Wynikiem tej operacji będzie obraz oryginalny, ale bez niedoskonałości skóry.
Technika ta jest powszechnie stosowana przy retuszu zdjęć na potrzeby odbitek wysokiej rozdzielczości (np. na bilbordy, plakaty, etc). Warunkiem koniecznym do poprawnego użycia tej techniki jest wykonanie zdjęć z możliwie jak największa ostrością. Spowodowane jest to tym, że zdjęcia z nieostrą skóra będą miały zbyt mało szczegółową warstwę z wysoką częstotliwością. W takim przypadku podział nie przyniesie zamierzonych skutków, a efekt końcowy retuszu nie będzie różnił się niczym od wykonanego bez podziału częstotliwości.